# Лаверда (Виченца)
Лаверда је насеље у Италији у округу Виченца, региону Венето.
Према процени из 2011. у насељу је живело 155 становника. Насеље се налази на надморској висини од 247 м.